# Pierluigi Collina

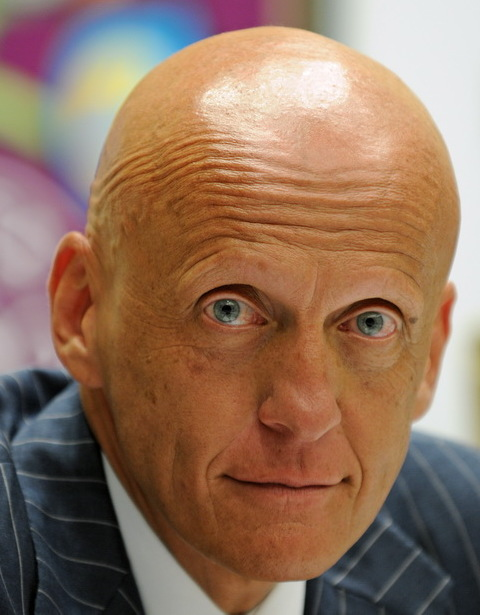
Pierluigi Collina (2010)

Pierluigi Collina (* 13. Februar 1960 in Bologna) ist ein ehemaliger italienischer Fußballschiedsrichter.
Er gilt unter Fachleuten als einer der besten Schiedsrichter in der Geschichte des Fußballs. Von 1998 bis 2003 wurde er sechsmal in Folge zum Weltschiedsrichter des Jahres gewählt und ist damit Rekordhalter.
Collina ist seit 2010 Chef der UEFA-Schiedsrichterkommission und seit 2017 auch Chef der FIFA-Schiedsrichterkommission.

## Leben
Collina besuchte die Universität Bologna und erwarb dort im Jahr 1984 einen Abschluss im Bereich Wirtschaft. 
Mit 24 Jahren erkrankte er am sogenannten „Kreisrunden Haarausfall“ (Alopecia areata), einer Autoimmunkrankheit, bei der das eigene Immunsystem die Haarfollikel angreift. In Collinas Fall handelt es sich um eine schwere Stufe der Alopecia, nämlich um eine Alopecia universalis, die einen kompletten Verlust der Körperbehaarung einschließlich Augenbrauen und Wimpern zur Folge hat, was Collina sein markantes Aussehen verleiht. Wegen seiner Glatze erhielt er den Spitznamen „Kojak“ bzw. „Glatze Gnadenlos“.
Er ist verheiratet und hat mit seiner Frau zwei Töchter.
Collina ist Anhänger des Vereins Fortitudo Bologna, der einige Jahre lang zu den führenden Basketballvereinen in Europa zählte, aufgrund finanzieller Probleme jedoch inzwischen in der sportlichen Bedeutungslosigkeit versunken ist.

### Karriere im Fußball

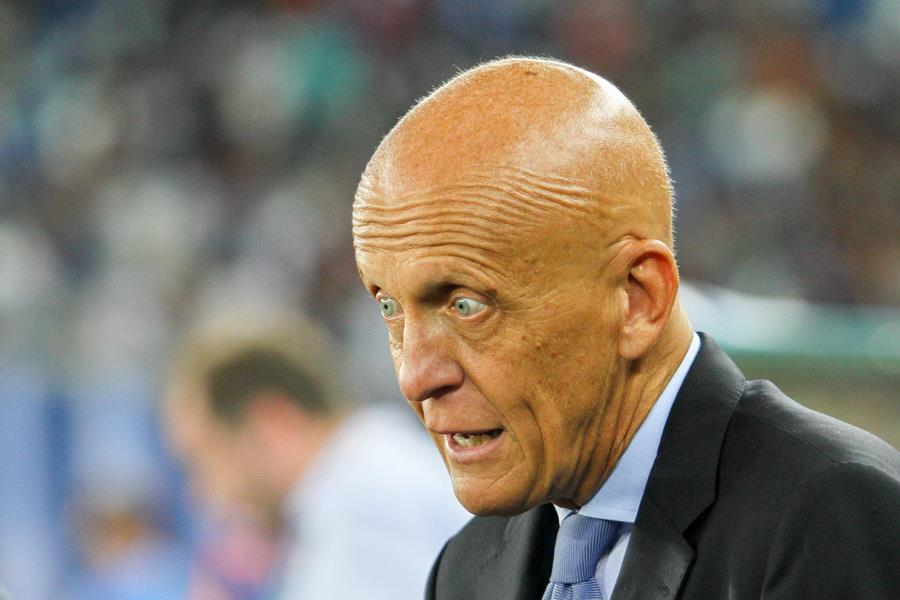
Pierluigi Collina beim Spiel des UEFA Super Cups 2015

In seiner Jugend spielte er als zentraler Verteidiger in einem örtlichen Fußballverein. 1977 nahm er an einem Schiedsrichterlehrgang teil, wo sein großes Talent entdeckt wurde. In nur drei Jahren gelang es ihm, neben der Ableistung des Wehrdienstes, oberhalb der Regionalligen eingesetzt zu werden. 1988 leitete Collina bereits Spiele in der dritten italienischen Liga, der Serie C. Nach nur drei Spielzeiten wurde er Schiedsrichter der Serie B und Serie A.
1995 wurde Collina, nachdem er 43 Spiele der Serie A geleitet hatte, in die Liste der FIFA-Schiedsrichter aufgenommen. 1996 leitete er bei den Olympischen Sommerspielen in Atlanta fünf Partien des Herrenturniers – darunter auch das Finale zwischen Nigeria und Argentinien – und ein Spiel des Damenturniers. 1999 pfiff er das Champions-League-Endspiel zwischen dem FC Bayern München und Manchester United. Im Jahr 2002 erreichte er einen markanten Höhepunkt seiner Karriere und leitete das Endspiel der Fußball-Weltmeisterschaft 2002 zwischen Deutschland und Brasilien, womit er der zweite Schiedsrichter nach William Ling wurde, der sowohl ein Finale bei den Olympischen Spielen als auch der Weltmeisterschaft leitete. 
2004 leitete er das UEFA-Pokal-Endspiel zwischen dem FC Valencia und Olympique Marseille. Die anschließende EURO 2004 war Collinas letztes großes internationales Turnier, da er sich dem Höchstalter von 45 Jahren für international eingesetzte Schiedsrichter näherte.
Am 29. August 2005 reichte Collina seinen Rücktritt bei der italienischen Schiedsrichtervereinigung Associazione Italiana Arbitri (AIA) ein. Da sein Werbevertragspartner Opel auch die AC Mailand, einen Klub der ersten italienischen Liga (Serie A), sponserte, hätte Collina nur noch Spiele der zweiten Liga (Serie B) leiten dürfen, da laut AIA durch den gemeinsamen Sponsor seine Unparteilichkeit nicht mehr gegeben gewesen wäre. Am 28. Dezember 2006 kehrte er in die Schiedsrichtervereinigung AIA zurück, wo er ehrenamtlich die Schulung von Schiedsrichtern übernahm.
Seit 5. Juli 2010 ist er der neue Chef der ukrainischen Profischiedsrichter.
Des Weiteren wurde am 3. Juli 2010 bekannt gegeben, dass Collina auch zum Chef der UEFA-Schiedsrichterkommission ernannt wurde.
Im Juni 2017 wurde er ebenso zum Chef der FIFA-Schiedsrichterkommission ernannt.

### Leistung als Schiedsrichter
Collina war besonders durch seine manchmal recht eigenwilligen Regelauslegungen bekannt, so zeigte er zum Beispiel als erster Schiedsrichter einem Ersatzspieler eine Rote Karte auf Grund einer Schiedsrichterbeleidigung. Dies war damals im Gegensatz zu heute jedoch noch nicht in den Fußballregeln festgelegt.
Über seine Erfahrungen schrieb der Schiedsrichter ein Buch, das in neun Sprachen vorliegt. Unter dem Titel Meine Regeln des Spiels erschienen seine Ausführungen darüber, was mich der Fußball über das Leben lehrte, auch auf Deutsch.
Collina gilt auch heute noch, laut den Statistiken der IFFHS, mit 86 Punkten als weltbester Schiedsrichter.

### Sympathieträger
Seine Popularität und markante Erscheinung brachten Pierluigi Collina eine Reihe von Werbeverträgen ein. Er machte Reklame für Uhren, Sportartikel und Tiefkühlkost. Für die Modedesignerin Laura Biagiotti begab er sich auch schon auf den Laufsteg. Er erzielte mit diesen Aktivitäten bis zu 800.000 Euro im Jahr. Der Vertrag mit dem Autohersteller Opel sah nach Pressemeldungen rund eine Million Euro Honorar vor.
Collina ist auf dem Cover des dritten (2003) und vierten (2004) Teils der bekannten Fußballsimulation Pro Evolution Soccer zu sehen.
Ein Podcast sowie eine Kolumne auf n-tv ist mit dem Titel Collinas Erben nach ihm benannt.

## Ehrungen
Collina wurde in den Jahren 1997, 1998, 2000, 2002, 2003, 2004 und 2005 als Italiens Schiedsrichter des Jahres ausgezeichnet und ist damit gemeinsam mit Nicola Rizzoli Rekordhalter dieser Auszeichnung.
Kurz nach der Europameisterschaft 2004 wurde ihm durch die nordostenglische Universität Hull der Ehrendoktor der Sportwissenschaften für seine zahlreichen Verdienste um den Sport verliehen.
Collina wurde sechsmal in Folge (1998–2003) von der FIFA zum „Weltschiedsrichter des Jahres“ gewählt und ist damit alleiniger Rekordhalter.
2011 wurde er in die Hall of Fame des Italienischen Fußballs aufgenommen.

## Publikation
- Meine Regeln des Spiels: was mich der Fußball über das Leben lehrte. Hoffmann und Campe, Hamburg 2003, ISBN 3-455-09398-1 (auch: dtv, München 2006, ISBN 3-423-34290-0)